# MD Helicopters
La MD Helicopters è una società statunitense del settore aerospazio che produce elicotteri principalmente per il mercato civile con sede a Mesa in Arizona. Nel 2005 è stata acquistata dal fondo investimenti Patriarch Partners, LLC., e successivamente nel 2022 fu acquisita da un consorzio composto da Bardin Hill Investiment Partners, MBIA Insurance e MB Global Partners.

## Origini

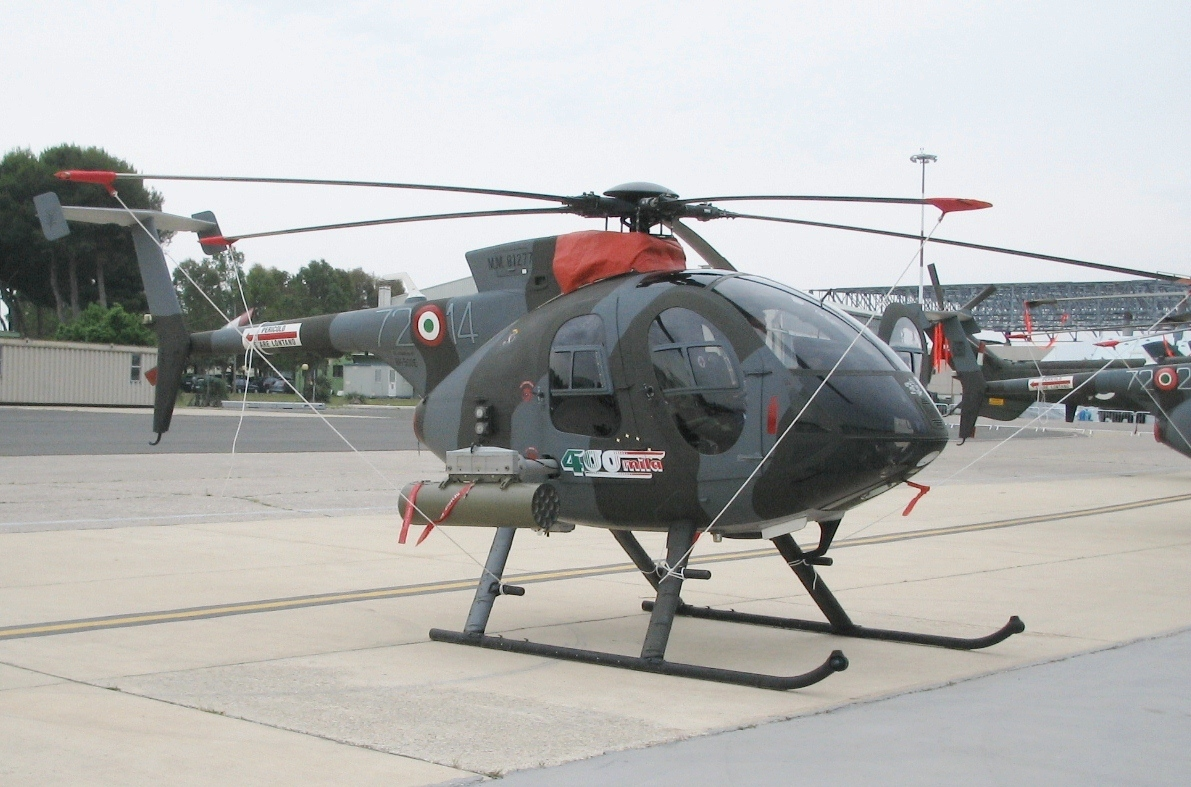
Breda-Nardi Hughes NH-500E utilizzato dall'Aeronautica Militare

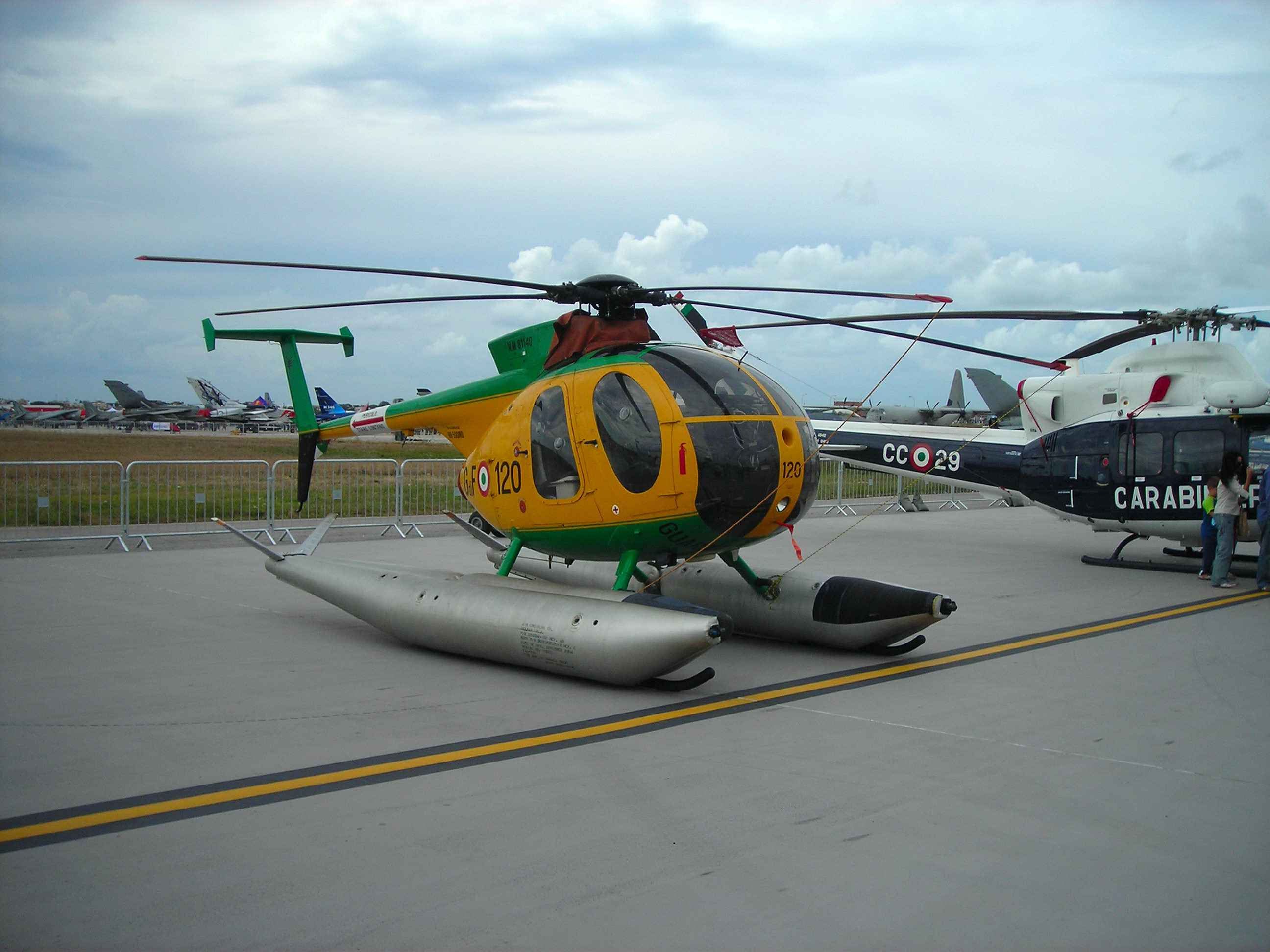
Breda-Nardi Hughes NH-500MD della Guardia di Finanza. Da notare la forma sdoppiata a T dello stabilizzatore di coda e il rotore pentapala

Le attività della azienda iniziarono nel 1947, come unità della Hughes Aircraft, incorporata dopo il 1955 nella Hughes Tool Company.
Nel 1972 divenne la divisione elicotteri della Summa Corporation di proprietà della Hughes.
In ultimo, nel 1981 divenne la Hughes Helicopters, Inc.. Malgrado queste vicissitudini, l'azienda è sempre stata chiamata informalmente “Hughes Helicopters”.
La società venne venduta alla McDonnell-Douglas nel 1984.
La Hughes Helicopters realizzò tre progetti principali durante i suoi 37 anni di storia. Il Model 269/300 fu il primo progetto della Hughes di successo. Costruito nel 1956 e entrato in produzione nel 1957, venne acquisito dalle forze armate USA come addestratore basico (TH-55 Osage).
Nel maggio 1965, la Hughes vinse il contratto per fornire un nuovo elicottero da ricognizione per l'U.S. Army e produsse l'OH-6 Cayuse (Hughes Model 369).. L'OH-6 venne successivamente sviluppato nella versione civile Model 500, che è tuttora in produzione.
Nel 1969 la Hughes concesse la licenza di produzione alla Breda-Nardi italiana e alla Kawasaki giapponese per i modelli 300 e 500. La Breda-Nardi, oltre a versioni commerciali, produsse versioni per la Guardia di Finanza, il Corpo Forestale dello Stato e per l'Aeronautica Militare. Inizialmente in entrambe le nazioni si procedeva all'assemblaggio di parti importate dalla casa madre, in seguito venne avviata la produzione autonoma.
Nel 1975, la Hughes si aggiudicò il contratto per l'elicottero di attacco AH-64 Apache. Dopo la realizzazione di sei prototipi, L'U.S. Army nel 1981 autorizzò la produzione di serie. Sono stati prodotti più di 1100 Apache a tutto il 2005.
Nel 1983, venne ceduta alla Schweizer Aircraft la licenza di produzione della variante Model 300C, tuttora in produzione presso questo fabbricante.

## Storia
Nel 1984, la Hughes Helicopters, Inc. fu ceduta alla McDonnell Douglas dalla Summa Corporation. La McDonnell-Douglas pagò 500 milioni di dollari per la società, che fu rinominata McDonnell Douglas Helicopter Company. In seguito, nel 1985, la denominazione venne cambiata in McDonnell Douglas Helicopter Systems . Nel 1986, la McDonnell Douglas cedette i diritti di produzione per il Model 300C alla Schweizer Aircraft.
Il 1º agosto 1997 la McDonnell Douglas si fuse con la Boeing. Inizialmente la Boeing aveva pianificato di vendere la linea di produzione di elicotteri civili alla Bell nel 1998, ma l'accordo non fu ammesso dalla commissione antitrust USA, la US Federal Trade Commission (FTC).
Nel 1999, la Boeing cambiò strategia e concluse la vendita della linea di produzione di elicotteri civili alla MD Helicopter Holdings Inc., una sussidiaria indiretta della compagnia olandese, RDM Holding Inc. Tra i prodotti ceduti era incluso l'MD 500 e sue varianti oltre alle famiglie di elicotteri progettati dalla Hughes e utilizzanti la tecnologia per sostituire il rotore di coda che prende il nome di NOTAR. La Boeing mantenne per sé la linea di produzione dell'AH-64 e i diritti per l'utilizzo del NOTAR.
La società non ebbe risultati commerciali positivi e fu comprata nel 2005 dal fondo di investimento Patriarch Partners, LLC. La società fu ricapitalizzata sotto la forma di azienda indipendente MD Helicopters, Inc.  Nel 2022 fu acquisita da un consorzio composto da Bardin Hill Investiment Partners, MBIA Insurance e MB Global Partners, che tentò il rilancio dell'azienda nel mercato degli elicotteri.

## Versioni
- MD 500
- MD 520
- MD 530
- MD 600
- MD Explorer
  - Light Ultility Helicopter

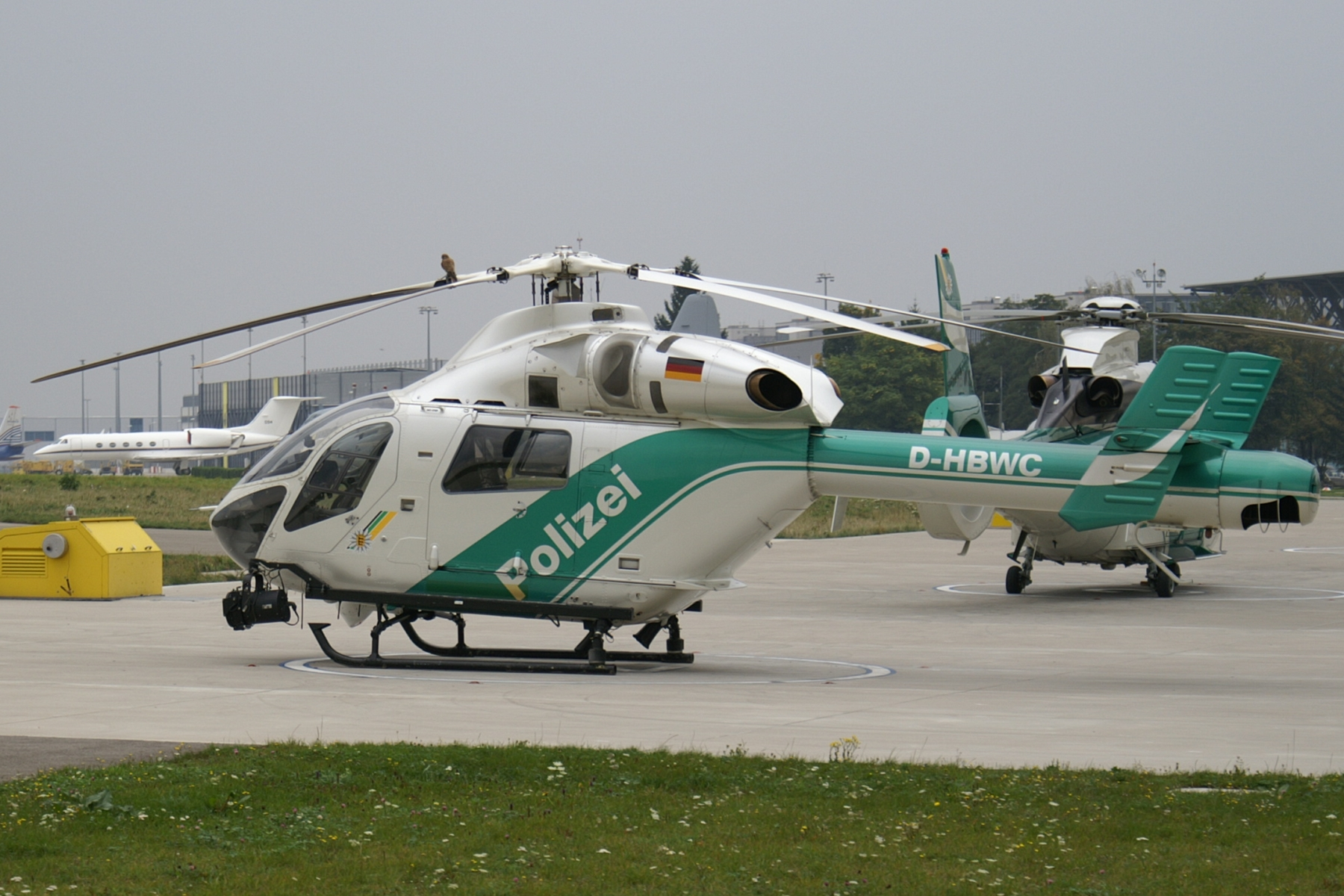
MD Explorer (MD 902) della polizia tedesca

- AH-64 Apache - la Boeing ha mantenuto la produzione anche dopo la cessione della linea civile alla MD Helicopters nel 1998.